# Если бы да кабы
«Если бы да кабы» (рабочее название: «Кабы») — российский комедийно-приключенческий фильм 2012 года, снятый Олегом Осиповым.

## Сюжет
Пожилой и до некоторого времени добропорядочный мужчина, разведчик в отставке Николай Никитич устал от привычной жизни, жены и собственной сдержанности. Почувствовав близость конца и решив, что терять уже, в общем-то, нечего, Николай Никитич отправляется в публичный дом, чтобы впервые за долгое время по-настоящему хорошо провести время. Однако сладкие планы оборачиваются кошмаром наяву. В девушке, которая пришла оказывать ему услуги, герой с ужасом узнает собственную внучку Варю. Справившись с потрясением, дед выясняет, что она находится в плену у сутенера и решает спасти бедняжку. Сначала они вдвоем попадают в Париж, а затем, очутившись в очень странной компании, обнаруживают себя во Вьетнаме.

## Роли исполняют

### В главных ролях
- Валерий Афанасьев — отставной разведчик Николай Кузнецов
- Анна Антонова — Варя, внучка Николая Кузнецова
- Игнатий Акрачков — Стас, французский шпион

### В ролях
- Ёла Санько — Клавдия, жена Николая Кузнецова
- Юрий Беляев — Павел Велехов
- Андрей Мерзликин — Руслан, спецагент под прикрытием, трансвестит Люда
- Сергей Фролов — мент Лёха
- Павел Майков — администратор борделя
- Мария Майкова — Барби
- Дмитрий Нагиев — Бедо
- Сергей Нифонтов — Ксавье Обер
- Гера Сандлер — Али
- Алексей Колган — Арнольд, депутат
- Линда Нигматулина — пиратка[2]
- Георгий Пицхелаури — Нгуен
- Дмитрий Донсков-Москва — Глеб
- Анна Зайцева — Ася «хлопушка»
- Юрий Нифонтов
- Алексей Лапшин — помощник Бедо
- Анастасия Маслова — секундантка
- Екатерина Маслова — секундантка
- Фёдор Старых — наёмник
- Василиса Ванюкова — француженка

### В эпизодах
- Фёдор Горбунов
- Артём Кулик
- Виталий Жбанков

## Съёмочная группа
- Режиссёр: Олег Осипов
- Авторы сценария: Ольга Князева, Олег Осипов
- Продюсеры: Олег Осипов, Тимур Вайнштейн
- Исполнительный продюсер: Дмитрий Писарук
- Композитор: Анна Сёмина
- Оператор: Александр Симонов
- Художник-постановщик: Ольга Осипова
- Художник по костюмам: Наталья Радина
- Ассистент режиссёра: Анна Прошутинская
- Звукомонтажёр: Артём Мостовый
- Визуальные эффекты: Александр Горохов, Сергей Муравьёв, Анна Вергун
- Художник-декоратор: Дмитрий Лари

## Производство

### Съёмки
Съёмки фильма велись в Хошимине, продолжавшиеся месяц. Съёмки в Париже велись в последнюю очередь.

### Музыка
Музыку к фильму написала российская певица Анна Сёмина (более известная под псевдонимом «Юта»). В фильме прозвучали её песни «Кабы я», «На краю», «Ничего не говори» и «Танго».

## Премьера
Презентация фильма состоялась на Российском международном кинорынке ко Дню России — 12 июня 2009 года. Изначально фильм должен был выйти 3 декабря 2010 года в США и 12 мая 2011 года в России. Позже по некоторым обстоятельствам, в частности из-за смерти Олега Осипова, премьера фильма в России была перенесена на 17 мая 2012 года.

## Критика
Валерий Ковалевич с сайта «Ovideo.ru» опубликовал статью «Трэш-маразм», в которой он назвал фильм «ничем не примечательной и трэшовой комедией».